# Sad (Einheit)
Der Sad (arabisch صاع, DMG ṣaʿ), auch Saâ, Saah, Sahha (arab.: saa bedeutet Messen) war ein Volumen- und Getreidemaß und auch ein Ölmaß in Tunis. Salz und das Mineral Soda konnten mit diesem Maß gemessen werden. 
Getreidemaß
- 1 Sad/Saâ = 130,2 Pariser Kubikzoll = 2,583 Liter
- 12 Sad/Saâ = 1 Ueba

Eine Maßkette war
- 1 Kafis/Cafiz/Cabiz/Caffiso/Cafiso = 16 Ueba/Houeba/Wheba = 192 Sad/Saâ ≈ 4,959 Hektoliter

In Bengasi war Sad/Saâ als Getreidemaß von der Getreideart abhängig.
- 1 Sad/Saâ = 2 Nusfie/Halben ≈ 17,715 Liter

Ölmaß
Verwendung auch für Milch und Essig. 
- 1 Sad/Saâ = 635 Pariser Kubikzoll = 1,26 Liter (Der Saâ war auch ein Steinzeuggefäß mit dem Inhalt von 1,26 Liter.)